# HVC in het seizoen 1961/62
Het seizoen 1961/1962 was het achtste jaar in het bestaan van de Amersfoortse betaaldvoetbalclub HVC. De club kwam uit in de Eerste divisie B en eindigde daarin op de 16e plaats, dit betekende dat de club rechtstreeks degradeerde naar de Tweede divisie. Tevens deed de club mee aan het toernooi om de KNVB Beker, hierin werd in de derde ronde verloren van Ajax (1–4).

## Wedstrijdstatistieken

### Eerste divisie B
|       | Be Quick | EBOH  | Elinkwijk | Enschedese Boys | Excelsior | Heerenveen | Heracles | Hermes DVS | Hilversum | Limburgia | NOAD  | RBC   | SHS   | VSV   | Wageningen | Wilhelmina | ZFC   |
| ----- | -------- | ----- | --------- | --------------- | --------- | ---------- | -------- | ---------- | --------- | --------- | ----- | ----- | ----- | ----- | ---------- | ---------- | ----- |
| Thuis | 1 – 2    | 3 – 1 | 2 – 4     | 1 – 2           | 1 – 2     | 0 – 0      | 0 – 3    | 1 – 3      | 0 – 1     | 2 – 3     | 3 – 0 | 1 – 0 | 1 – 3 | 3 – 2 | 2 – 1      | 4 – 0      | 0 – 0 |
| Uit   | 4 – 0    | 0 – 5 | 2 – 1     | 3 – 0           | 1 – 3     | 1 – 2      | 0 – 2    | 4 – 4      | 4 – 2     | 4 – 0     | 5 – 2 | 6 – 3 | 0 – 0 | 2 – 0 | 1 – 3      | 4 – 2      | 3 – 1 |

### KNVB beker
| 2e ronde                                   | HVC                                                       | 2 – 1 (1 – 1) | BVV           |
| 31 maart 1962 Plaats: Amersfoort Birkhoven | Wim Wisse 5' Henk Wery 83'                                |               | Siem Sleeking |
| 3e ronde                                   | Ajax                                                      | 4 – 1 (2 – 0) | HVC           |
| 28 april 1962 Plaats: Amsterdam De Meer    | Henk Groot 32' Sjaak Swart 43' Cees Groot 58', 69' (pen.) |               | 55' Henk Wery |

## Statistieken HVC 1961/1962

### Eindstand HVC in de Nederlandse Eerste divisie B 1961 / 1962
| Stand | Gespeeld | Gewonnen | Gelijk | Verloren | Punten | Doelpunten voor | Doelpunten tegen |
| ----- | -------- | -------- | ------ | -------- | ------ | --------------- | ---------------- |
| 16e   | 34       | 11       | 4      | 19       | 26     | 55              | 71               |

### Topscorers
| #                 | Naam                | Goal |
| ----------------- | ------------------- | ---- |
| 1.                | Henk Wery           | 11   |
| 2.                | Nol Heijerman       | 8    |
| 2.                | Evert van der Horst | 8    |
| 2.                | Cees Houtveen       | 8    |
| 5.                | Arie van Loenen     | 4    |
| 5.                | Bennie Marcus       | 4    |
| 7.                | Ruud Maas           | 3    |
| 8.                | Jan van Barneveld   | 2    |
| 8.                | Gerrit Krommert     | 2    |
| 10.               | Piet Dielissen      | 1    |
| 10.               | Daniel Hanasbei     | 1    |
| 10.               | Siem Sleeking       | 1    |
| 10.               | Theo Surstedt       | 1    |
| Onbekend doelpunt |                     |      |
| –                 | Onbekend            | 1    |
| Totaal            | Totaal              | 55   |

| #      | Naam      | Goal |
| ------ | --------- | ---- |
| 1.     | Henk Wery | 2    |
| 2.     | Wim Wisse | 1    |
| Totaal | Totaal    | 3    |